# Ommatius segouensis
Ommatius segouensis är en tvåvingeart som beskrevs av Scarbrough och Marascia 2003. Ommatius segouensis ingår i släktet Ommatius och familjen rovflugor.
Artens utbredningsområde är Mali. Inga underarter finns listade i Catalogue of Life.